# Rosa beggeriana
Rosa beggeriana es un arbusto de la familia de las rosáceas. Esta especie se clasifica dentro de la sección de las Gymnocarpae , del subgénero Eurosa. Es originaria de Mongolia, Kazajistán, y la zona occidental de China donde se encuentra espontánea.
Esta especie fue descubierta por el naturalista alemán Báltico Alexander Gustav von Schrenk  durante una expedición al Turquestán (parte del Imperio ruso) y descrita por primera vez bajo su nombre actual en 1841.

## Descripción
Arbusto espinoso de una altura de 2,5 metros, tallos equipado con espinas de gancho. Los brotes jóvenes son de color marrón rojizo, con hojas de 7 foliolos y de color verde grisáceo. 
Las flores son pequeñas, flores blancas individuales, agrupadas en abundantes corimbos, larga floración a principios de verano y son seguidas por pequeños frutos redondos, de 5 a 10 mm de diámetro, de color naranja que más tarde se vuelven de color rojo púrpura oscuro.

## Distribución y hábitat
Se extiende por Irán, Kazajistán, Afganistán, Mongolia, las montañas de Tian Shan del Asia Central y el occidente de China (Gansu, Xinjiang).
Habita en setos, al lado de corrientes de agua, bordes de carreteras; en la región montañosa entre 900 a 2000 m s. n. m. Florece a finales de primavera y verano.

## Taxonomía
Rosa beggeriana fue descrita en 1841 por Alexander Gustav von Schrenk y publicado en Enumeratio Plantarum Novarum 1: 73. 1841. (Enum. Pl. Nov.)
Etimología
Rosa: nombre genérico que proviene directamente y sin cambios del latín rosa que deriva a su vez del griego antiguo rhódon, , con el significado que conocemos: «la rosa» o «la flor del rosal»
beggeriana: epíteto puesto en honor de Begger.
Sinonimia
- R. anserinaefolia
- Rosa anserinaefolia Boiss. synonym
- Rosa anserinaefolia Crép. synonym
- R. beggeriana
- R. beggeriana genuina
- Rosa beggeriana var. genuina Crép. synonym
- R. iliensis Chrshan.
- R. latispina Boiss.
- R. operta Sumnev.
- R. silverhielmii
- Rosa silverhielmii Schrenk synonym
- Rosa silverhjelmii Schrenk[2]

VariedadesR. b. Schrenk ex Fisch. & C.A.Mey. var. beggeriana – R. b. var. lioui (T. T. Yü & H. T. Tsai) T. T. Yü & T. C. Ku.

## Nombre común
- Chino Pinyin:弯刺蔷薇(原变种 « wan ci qiang wei » .[3][4]